# Hans Keppler
Hans Keppler (* 1962 in Hockenheim) ist ein deutscher Mineraloge und Geochemiker.

## Werdegang
Keppler studierte ab 1980 Chemie und Mineralogie an der Universität Karlsruhe mit dem Diplom in Mineralogie 1985, dem Diplom in Chemie 1987 und der Promotion 1988 (Dissertation: Experimentelle Untersuchung von Modellsystemen für die Schmelzbildung in Krustengesteinen bei Gegenwart von H2O-CO2-Fluidphasen [HO-CO-Fluidphasen]). Als Post-Doktorand war er am Caltech. Danach war er Akademischer Rat, Heisenberg-Stipendiat und Privatdozent am Bayerischen Geoinstitut. 2000 bis 2004 war er Professor für Mineralogie an der Eberhard-Karls-Universität Tübingen und seit 2004 ist er Professor für Geophysik am Bayerischen Geoinstitut in Bayreuth. 2006 bis 2012 war er dessen Direktor.
Er studiert mit Experimenten bei hohem Druck und hohen Temperaturen das Verhalten von Gesteinsschmelzen im Erdinnern. Er entdeckte dabei unter anderem, dass sich Wasser und Gesteinsschmelze im Erdmantel vollständig mischen können und entwickelte ein Modell für die Asthenosphäre. Außerdem untersuchte er die Entstehung hydrothermaler Erzlagerstätten und den Einfluss von Vulkanen auf das Klima und er befasst sich mit Lagerung radioaktiver Abfälle.
1992 erhielt er den Heinz-Maier-Leibnitz-Preis, 1995 den Gerhard-Hess-Preis, 1996 den Victor-Moritz-Goldschmidt-Preis, 2001 den Gottfried Wilhelm Leibniz-Preis und 2010 den Norman L. Bowen Award. 2008 wurde er Mitglied der Bayerischen Akademie der Wissenschaften (2008) und der Leopoldina. Er ist Fellow der American Geophysical Union, der Geochemical Society, der European Association of Geochemistry und der Mineralogical Society of America.